# Thalictrum simaoense
Thalictrum simaoense är en ranunkelväxtart som beskrevs av Wen Tsai Wang och G.H. Zhu. Thalictrum simaoense ingår i släktet rutor, och familjen ranunkelväxter. Inga underarter finns listade i Catalogue of Life.